# Wallace Reid

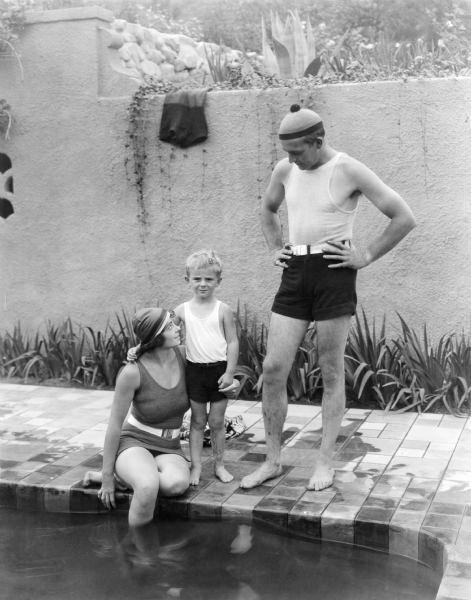
Dorothy Davenport, Wallace Reid Jr. i Wallace Reid en una imatge publicitària

Wallace Reid (Saint Louis (Missouri), 15 d’abril de 1891– Los Angeles, 18 de gener de 1923) va ser un director i actor nord-americà molt popular del cinema mut que morí tràgicament en el cim de la seva carrera a causa de complicacions per la seva addició a la morfina. També va arribar a ser pilot en curses de cotxes.

## Biografia

### Primers anys
William Wallace Halleck Reid va néixer el 1891 a Saint Louis en el si d’una família d’artistes. El seu pare era l'escriptor, productor, director i actor Hal Reid, la seva mare l’actriu teatral Bertha Westbrook. Els Reid estaven de gira sovint i, per tant, Wallace ja havia pujat als escenaris amb els seus pares als quatre anys. Va passar la major part dels seus primers anys en escoles privades de New Jersey i Pennsylvania on va destacar en la música i l’atletisme. Podia tocar el piano, el violí, el banjo, el saxo i la bateria. El 1910, el seu pare va signar un contracte com a guionista amb l'estudi "Selig Polyscope Company" de Chicago i Wallace va decidir que volia ser càmera. Tot i això, degut al seu bon aspecte atlètic, els productors preferien que estigués davant de la càmera en lloc de darrere. Wallace preferia ser càmera, guionista o director, tot menys actor. La seva primera pel·lícula com a actor va ser “The Phoenix” (1910), on interpretava un jove periodista.

### Guionista, director i sobretot actor
Va presentar-se a la Vitagraph amb el guió de l’obra dels seus pares “The Confession” i tot i que el van contractar com a guionista i director va acabar actuant-hi, primer en papers secundaris acabant donant la rèplica a Florence Turner en nombroses pel·lícules. A continuació, Wallace es va passar a la "Reliance" fent d’actor però també de guionista. Posteriorment es va traslladar a Hollywood, on va ser contractat pel director de la Universal, Otis Turner, com a ajudant de direcció, segon càmera i guionista. Tot i que era el que buscava, va acabar de nou davant de la càmera participant en multitud de westerns. El 13 d'octubre de 1913, Wallace es va casar a Los Angeles amb Dorothy Davenport, filla d'Alice Davenport i una de les estrelles que havia dirigit o co-protagonitzat pel·lícules.
Els papers que feia Wallace eren cada vegada més importants, però després d’aparèixer en més de 100 pel·lícules, va decidir acceptar una reducció salarial i un paper menor per treballar amb D.W. Griffith a la seva pel·lícula “El naixement d’una nació” (1915).

### Estrella de cinema
Va ser després d'aquesta pel·lícula Wallace va signar amb Jesse L. Lasky un contracte amb la "Famous Players" que el va convertir en una gran estrella i arquetip de l’americà ideal però que va esvanir la seva carrera com a guionista o director. Wallace era alcohòlic i la seva situació va empitjorar durant aquells anys. La seva primera pel·lícula per a la "Famous Players" va ser “The Chorus Lady” (1915). Va participar en més de 60 pel·lícules, incloent “Intolerance” (1916), i va ser el partenaire de Geraldine Farrar en cinc pel·lícules: “Carmen” (1915), “Maria Rosa” (1916), “Joan the Woman” (1916), “The Woman God Forgot” (1917) i “The Devil Stone” (1917). La seva gran popularitat també va ser deguda a les pel·lícules automobilístiques. De fet era un consumat pilot i el 1922 arribaria a participar en una cursa a Indianapolis. Entre aquestes es poden esmentar “The Roaring Road” (1919), “Excuse My Dust” (1920), “Double Speed” (1920) i “Too Much Speed” (1921). Finalment, també cal destacar algunes comèdies de societat com “The Affairs of Anatol ”(1921) de Cecil B. DeMille.
Quan els Estats Units van entrar a la Primera Guerra Mundial, Wallace tenia 25 anys i es va voler allistar. L'estudi, però, va pressionar perquè no ho fes ja que era la principal estrella de la companyia. A més, tenia un fill acabat de néixer, Wallace Jr. nascut el 1917, i era l'únic suport econòmic de la família. Al final no es va enrolar però, com altres actors com Charles Chaplin o Mary Pickford, va dedicar molt de temps a promocionar els Liberty Bonus, bons de guerra dels Estats Units.

### Un accident fatal
Les seves pel·lícules constituïen grans èxits econòmics i Wallace era una estrella que treballava contínuament a l'estudi. El 1919, durant el rodatge de la pel·lícula “The Valley of the Giants” va patir un accident quan en tren en el que la companyia es desplaçava cap a Oregon va descarrilar en travessar un pont, cosa que li va provocar una profunda ferida al cap i que un vidre se li clavés a l’os del braç. L'estudi, per no aturar el rodatge, va enviar el metge de la companyia a Oregon que va arribar 12 hores més tard amb un subministrament de morfina perquè pogués continuar treballant malgrat les ferides. Un cop acabada aquesta, l'estudi ja tenia programada la següent per lo que va continuar subministrant morfina a Wallace cosa que va provocar la seva addició. La combinació d'alcohol i morfina, barrejat amb el treball continuat, en els següents 3 anys participaria en més de dues dotzenes de pel·lícules, va deteriorar la seva salut fent que cap al final amb prou feines pogués actuar.
L’octubre de 1922, el primer dia de rodatge de “Nobody’s Money”, Wallace es va ensorrar. El van ingressar en un hospital. En aquella època no hi havia procediments per a la rehabilitació de la drogoaddicció i Wallace va suportar setmanes en sanatoris, sotmès a tractaments inefectius i tancat en una habitació encoixinada. La seva situació es va complicar amb una grip i va morir en braços de la seva dona el 18 de gener de 1923 amb només 31 anys. La seva mort, junt amb el judici per violació i homicidi de Roscoe Arbuckle i l’assassinat del director William Desmond Taylor va constituir un dels majors escàndols dels primers anys de Hollywood.

## Filmografia

### Primeres pel·lícules
- The Phoenix (1910, Selig)
- The Reporter (1910, Selig)
- The Mother of the Ranch (1911, American Film Manufacturing Co.)

### Vitagraph
- The Leading Lady (1911)
- War (1911)
- A Red Cross Martyr, or, On the Firing Lines of Tripoli (1912)
- The Path of True Love (1912)
- Chumps (1912)
- Jean Intervenes (1912)
- Indian Romeo and Juliet (1912)
- Playmates (1912)
- The Telephone Girl (1912)
- The Seventh Son (1912)
- The Illumination (1912)
- At Scrogginses' Corner (1912)
- Brothers (1912)
- The Victoria Cross (1912)
- The Hieroglyphic (1912)
- Fortunes of a Composer (1912)
- Diamond Cut Diamond (1912)
- The Gamblers (1912)
- Every Inch a Man (1912)
- The Sepoy Rebellion (1912)
- The Deerslayer (1913)
- Song Bird of the North (1913)

### Reliance
- Curfew Shall Not Ring Tonight (1912)
- His Mother's Son (1912)
- Kaintuck (1912)
- Virginius (1912)
- Before the White Man Came (1912)
- A Man's Duty (1912)
- At Cripple Creek (1912)
- The Secret Service Man (1912)

### Bison Film Company
- The Indian Raiders (1912)
- Early Days in the West (1912)
- Hunted Down (1912)
- A Daughter of the Redskins (1912)
- The Cowboy Guardians (1912)
- The Tribal Law (1912, director)
- An Indian Outcast (1912)
- The Spirit of the Flag (1913)
- In Love and War (1913)
- Women and War (1913)
- The Guerilla Menace (1913)
- The Powder Flash of Death (1913)
- The Picket Guard (1913)
- The Mystery of Yellow Aster Mine (1913)
- The Gratitude of Wanda (1913, director)

### American Film Manufacturing Company
- The Hidden Treasure (1912, director)
- Love and the Law (1913, director)
- Their Masterpiece (1913)
- The Rose of Old Mexico (1913, director)
- The Ways of Fate (1913, director)
- When Jim Returned (1913, director)
- The Tattooed Arm (1913, director)
- The Brothers (1913, director)
- Youth and Jealousy (1913, director)
- The Kiss (1913, director)
- Her Innocent Marriage (1913, director)
- A Modern Snare (1913, director)
- On the Border (1913, director)
- When Luck Changes (1913, director)
- Via Cabaret (1913, director)
- Hearts and Horses (1913, director)
- Calamity Anne Takes a Trip (1913)
- Pride of Lonesome (1913, director)
- A Foreign Spy (1913, director)
- An Even Exchange (1913)

### Universal Film Manufacturing Company
La Universal Film Manufacturing Company va ser una companyia establerta a Nova York el 1912 a partir de la fusió de la Independent Moving Pictures (IMP), la Powers Motion Picture Company, la Rex Motion Picture Manufacturing Company, la Champion Film Company, la Nestor Film Company, i la New York Motion Picture Company.[12] Als crèdits de moltes de les pel·lícules de Reid apareixen encara aquestes productores.
- Making Good (1912)
- His Only Son (1912)
- The Picture of Dorian Gray (1913)
- The Eye of a God (1913, Pyramid Film Company)
- Mental Suicide (1913)
- Man's Duty (1913)
- The Animal (1913)
- The Harvest of Flame (1913, director)
- The Spark of Manhood (1913, director)
- The Wall of Money (1913)
- The Heart of a Cracksman (1913, codirector)
- The Crackman's Reformation (1913)
- The Fires of Fate (1913, director)
- Cross Purposes (1913, director)
- Retribution (1913, director)
- A Cracksman Santa Claus (1913)
- The Lightning Bolt (1913, director)
- A Hopi Legend (1913, director)
- Whoso Diggeth a Pit (1914)
- The Intruder (1914, director)
- The Countess Betty's Mine (1914, director)
- The Wheel of Life (1914, director)
- Fires of Conscience (1914, director)
- The Greater Devotion (1914, director)
- A Flash in the Dark (1914, director)
- Breed o' the Mountains (1914, director)
- Regeneration (1914, director)
- The Voice of the Viola (1914, director)
- Heart of the Hills (1914, director)
- The Way of a Woman (1914, director)
- The Mountaineer (1914, director)
- The Spider and Her Web (1914)
- Cupid Incognito (1914, director)
- A Gypsy Romance (1914, director)
- The Test (1914, director)
- The Skeleton (1914, director)
- The Fruit of Evil (1914, director)
- The Daughter of a Crook (1914, Victor Film Company)
- Women and Roses (1914, director)
- The Quack (1914, director)
- The Siren (1914, director)
- The Man Within (1914, director)
- Passing of the Beast (1914, director)
- Love's Western Flight (1914, director)
- A Wife on a Wager (1914, director)
- 'Cross the Mexican Line  (1914, director)
- The Den of Thieves (1914, director)

### Reliance-Majestic Studios
- Arms and the Gringo (1914)
- The City Beautiful (1914)
- Down by the Sounding Sea (1914)
- Moonshine Molly (1914)
- The Avenging Conscience (1914)
- The Second Mrs. Roebuck (1914)
- Sierra Jim's Reformation (1914)
- The High Grader (1914)
- Down the Hill to Creditville (1914)
- Her Awakening (1914)
- Her Doggy (1914)
- For Her Father's Sins (1914)
- A Mother's Influence (1914)
- Sheriff for an Hour (1914)
- The Niggard (1914)
- The Odalisque (1914)
- The Little Country Mouse (1914)
- Another Chance (1914)
- Over the Ledge (1914)
- At Dawn (1914)
- The Joke on Yellentown (1914)
- The Exposure (1914)
- Baby's Ride (1914)
- The Three Brothers (1915)
- The Craven (1915)
- El naixement d'una nació (1915)
- The Lost House (1915)
- Enoch Arden (1915)
- Station Content (1915)
- A Yankee from the West (1915)

### Jesse L. Lasky Feature Play Company
El 1915 signa contracte amb Jesse L. Lasky i a partir d’aleshores fins a la seva mort actuarà en produccions de les seves companyes, bàsicament Jesse L. Lasky Feature Play Company, Artcraft Pictures Corporation, Famous Players-Lasky Corporation i Paramount Pictures. També apareixerà en pel·lícules d'altres productores i en aquests casos es detalla de quina es tracta.
- The Chorus Lady (1915)
- Carmen (1915)
- Old Heidelberg (1915, Fine Arts Film Company)
- The Golden Chance (1915)
- To Have and to Hold (1916)
- The Love Mask (1916)
- Maria Rosa (1916)
- The Selfish Woman (1916)
- The House with the Golden Windows (1916)
- Intolerance (1916. Triangle Film Corporation)
- The Yellow Pawn (1916)
- The Wall of Flame (1916, IMP)
- The Wrong Heart (1916, director, Universal Film Manufacturing Co.)
- Joan the Woman (1917)
- The Golden Fetter (1917)
- The Man Who Saved the Day (1917, director, Universal Film Manufacturing Co.)
- Buried Alive (1917, director, Universal Film Manufacturing Co.)
- The Tell-Tale Arm (1917. American Film Manufacturing Co.)
- The Prison Without Walls (1917)
- A Warrior's Bride (1917, director) Universal Film Manufacturing Co.)
- The Penalty of Silence (1917, director, Universal Film Manufacturing Co.)
- The World Apart (1917)
- Big Timber (1917)
- The Squaw Man's Son (1917)
- The Hostage (1917)
- The Woman God Forgot (1917)
- Nan of Music Mountain (1917)
- The Devil Stone (1917)
- Rimrock Jones (1918)
- The Thing We Love (1918)
- The House of Silence (1918)
- Believe Me, Xantippe (1918)
- The Firefly of France (1918)
- Less Than Kin (1918)
- The Source (1918)
- His Extra Bit (1918)
- The Man from Funeral Range (1918)
- Too Many Millions (1918)
- The Dub (1919)
- Alias Mike Moran (1919)
- The Roaring Road (1919)
- You're Fired (1919)
- The Love Burglar (1919)
- The Valley of the Giants (1919)
- The Lottery Man (1919)
- Hawthorne of the U.S.A. (1919)
- Double Speed (1920)
- Excuse My Dust (1920)
- The Dancin' Fool (1920)
- Sick Abed (1920)
- What's Your Hurry? (1920)
- Always Audacious (1920)
- The Charm School  (1921)
- The Love Special (1921)
- Too Much Speed (1921)
- The Hell Diggers (1921)
- The Affairs of Anatol (1921)
- Forever (1921)
- Don't Tell Everything (1921)
- Rent Free (1922)
- The World's Champion (1922)
- Across the Continent (1922)
- The Dictator (1922)
- A Trip to Paramountown (1922, cameo)
- Nice People (1922)
- The Ghost Breaker (1922)
- Clarence (1922)
- Thirty Days (1922)
- Night Life in Hollywood (1922, cameo, A.B. Maescher Productions)
- Hollywood (1923, cameo)